# Gravity Recovery and Climate Experiment
Gravity Recovery and Climate Experiment (GRACE), ett gemensamt uppdrag av NASA och det tyska DLR, det har utfört detaljerade mätningar av jordens gravitationsavvikelser sedan starten i mars 2002.
Genom att mäta gravitationsanomalier visar GRACE hur massan fördelas runt planeten och hur den varierar över tiden. Data från GRACE-satelliterna är ett viktigt verktyg för att studera jordens hav, geologi och klimat. 
GRACE är ett samarbetsprojekt som involverar Center for Space Research vid University of Texas i Austin, NASA:s Jet Propulsion Laboratory i Pasadena, Kalifornien. Den tyska rymdorganisationen och Tysklands nationella forskningscenter för geovetenskaper i Potsdam. Jet Propulsion Laboratory ansvarar för den övergripande uppdragshanteringen enligt NASA ESSP-programmet.
Huvudutredaren är Dr. Byron Tapley från University of Texas Center for Space Research och utredare är även Dr. Christoph Reigber från GeoForschungsZentrum (GFZ) Potsdam.
GRACE-satelliterna sköts upp från Plesetsk Cosmodrome , Ryssland på en Rockot (SS-19 + Breeze övre steget) den 17 mars 2002. Rymdsonderna skickades upp i en polär omloppsbana runt jorden, dess högsta punkt är ungefär 500 km. Satelliterna är åtskilda med cirka 200 km längs deras bana. GRACE har långt överskridit sin utformade femåriga livslängd.
Fram till maj 2017 har GRACE satelliterna förlorat 150 km i höjd och fortsätter att tappa höjd med 30 km/år. Dess efterträdare, GRACE Follow-On, sköts upp i maj 2018.

## Gravity Recovery and Climate Experiment Follow-On
Gravity Recovery and Climate Experiment Follow-On (GRACE-FO) kommer att fortsätta att göra mätningar på gravitationsanomalier precis som det tidigare uppdraget. De två satelliterna är identiska, de väger 600 kg, de är 1,94 meter bred, 3,12 meter lång och har en höjd på 0,72 meter. De placeras i en 500 km hög omloppsbana. Uppdraget är ett samarbete mellan NASA och DLR, som skickades upp den 22 maj 2018 ombord på en SpaceX Falcon 9-raket från Vandenberg AFB, Kalifornien, som delade uppskjutningar med fem Iridium NEXT-satelliter.
Vetenskapliga instrumentpaketet är:
- Mikrovåg K-band ranging instrument[6]
- Accelerometrar[6]
- GPS mottagare[6]